# 中原麻衣・岩田光央のラジオネレイス
『中原麻衣・岩田光央のラジオネレイス』（なかはらまい いわたみつおのらじおねれいす）は、2004年にTE-A roomで配信されていたインターネットラジオ番組。通称、ラジオネレイス。アニメ『光と水のダフネ』の情報発信を目的にしたアニラジである。アフレコ終了後、そのスタジオでラジオ収録を行っていた。

## 概要
- 『ラジオネレイス』は、その名のとおりアニメ版の主人公・水樹マイア役の中原麻衣と同じく花岡勉役の岩田光央がパーソナリティを務めるインターネットラジオである。中原麻衣のグダグダトークと岩田光央の勢いに任せたお下劣トークが混じり合って何とも言えない雰囲気を持つ番組であった。ただし、後述のように途中でパーソナリティの入れ替わりがあった。
- 主な内容は聴取者からのメール・はがきに応えるというものであるが、まれに回答の中でコミック版の作者士貴智志などから作品の設定を説明させるということもあった。また、パーソナリティの二人の他にも出演声優を代わる代わる登場させ、ファンサービスを図っていた。なお、荒鷲（あらわし）ことグロリア役の浅野真澄が登場すると番組の下品さがエスカレートする場合が多くなり、聴取者を喜ばせていたりした。
- 2004年2月11日 - 9月4日にTE-A roomにて30回配信され、2004年7月10日に配信された第22回からは、ラジオドラマを中心とした構成となっていた。
- ディレクターは『ダフネ』本編の音響監督を務めていた明田川仁（本編収録後にラジオの収録が行われた関係とされる）。
- 光と水のダフネのDVD第3巻には第1回分が特別収録されていた。ラジオ内で東芝エンタテインメントプロデューサー・伊平崇耶（通称イビラちゃん）によってCD化が約束されていたが、実現はしなかった。
- 『光と水のダフネ』の本放送枠（遅れネットのMBSやスカパー・チャンネルNECOを除く）にてTHE LIGHT STAFFと称して、この番組をそのまま映像化した特番も放送された（DVD第12巻（最終巻）の映像特典としても収録）。
- 聴取回数1日平均3万件、最高10万件、第20回までの放送（約4か月）で200万ヒットと人気を博した。

## コーナー
- コーナー名は毎回かわっていた。
- 第20回配信時の投稿フォームでは、以下の4コーナーを募集していた。
  - いらっしゃいませネレイスです!
  - ネレイスの社歌を作ろう!
  - 教えて現場の人!
  - ライク・ア・マイア!

## 歴史・備考・ゲスト
配信された各回には、それぞれサブタイトルが与えられ、番組内で告げられた。配信ページにおいても記されたが、省略・変更が加えられていた。
- 第1回：(配信ページ)「びば!カムチャッカ(仮)」/(番組内)「びば・カムチャッカ!(仮)」(2004年2月11日配信)
  - 記念すべき初回だが、中原麻衣のノドの調子が悪かった。
- 第2回：「海のイエー!」/「海のいえーイ」(2004年2月21日配信)
- 第3回：「どこらへんが(中略)なのか考えてみよう!」/「どこら辺が海洋アドベンチャーなのか考えてみよう」(2004年2月28日配信)
- 第4回：「私をネレイスへつれてって!」/「私をネレイスに連れてって！」(2004年3月6日配信)
  - 大原さやかがゲスト。
- 第5回：「DARAだらカムチャッカ!」/「だらだらカムチャッカ」(2004年3月13日配信)
  - 植田佳奈がゲスト。
- 第6回：「いくら(中略)伊平さん。どれがいい?」/「かに・うに・ほたて、伊平さん、どれがいい？」(2004年3月20日配信)
  - 荒鷲こと浅野真澄がゲスト。
- 第7回：「よくかむチャッカ!」/「僕たちよくかむチャッカ」(2004年3月27日配信)
  - 甲斐田裕子がゲスト。
- 第8回：「上を見ればキリが(以下略)」/「上を向いたらキリがねぇ　下を向いたら後がねぇ」(2004年4月3日配信)
- 第9回：「セントエルモの火」/「セントエルモの火」(2004年4月10日配信)
- 第10回：「迫るDVD発売(中略)祭典!」/「迫るDVD発売日スペシャル！春の祭典」前編(2004年4月17日配信)
  - ネレイスメンバー（メインの他大原さやか・植田佳奈・浅野真澄・甲斐田裕子）出演による、DVD発売記念回前編。第11回が後編となる。
- 第11回：「DVD発売記念(中略)スペシャル!」/「迫るDVD発売日スペシャル！春の祭典」後編(2004年4月24日配信)
  - ネレイスメンバー（メインの他大原さやか・植田佳奈・浅野真澄・甲斐田裕子）出演による、DVD発売記念回後編。第10回が前編となる。
- 第12回：「男はかなりつらいよ。」/「男はかなりつらいよ」(2004年5月1日配信)
  - 過去分の第1回配信分 - 第3回配信分が配信終了。
- 第13回：「あおげばとおとし(後略)」/「あおげばとうとし、「青毛鳩 落とし」だと思ってました」(2004年5月8日配信)
  - 小枝がゲスト。
- 第14回：「ファックス待ってます(後略)」/「ファックス待ってまーす」(2004年5月15日配信)
- 第15回：「お試し、親子劇場!」/「お試し親子劇場」(2004年5月22日配信)
  - 小清水亜美と岩田光央の二人がパーソナリティの回。この回からメインパーソナリティの一方がころころかわるようになった。
- 第16回：「ラブラブカムチャッカ!」/「ラブラブカムチャッカ！」(2004年5月29日配信)
  - 甲斐田裕子と中原麻衣の二人がパーソナリティの回。まったりとトークを続けて初めて配信時間が1時間を越えた。
- 第17回：「(前略)フルスロットル!」/「いつでもどこでもフルスロットル！（チュドーン！）」(2004年6月5日配信)
  - 荒鷲こと浅野真澄と、岩田光央の二人がパーソナリティの回。後半には士貴智志も登場。
- 第18回：「コトバ責め!」/「コトバ責め」(2004年6月12日配信)
  - 植田佳奈がゲスト。
- 第19回：「うふふ高野のビーチ・ク(後略)」/「うふふ高野のビーチ・クリーン作戦」(2004年6月19日配信)
  - 大原さやかと岩田光央の二人がパーソナリティの回。
- 第20回：「みっちゃんみちみち(中略)っちんぐ!」/「みっちゃんみちみち[ピー]垂れて まいちゃんまいまいまいっちんぐ」(2004年6月26日配信)
  - オープニングトークとしてダフネの打ち上げの様子が語られた。
- 第21回：「最後の大集会（中略）スペシャル」/「最後の大集会！かもしれないスペシャル！」(2004年7月3日配信)
  - ネレイスメンバー（メインの他大原さやか・植田佳奈・浅野真澄・甲斐田裕子）が総出演して、大騒動した。尚、この回は最長であり95分にもおよぶ。
- 第22回：「ネレイスファミリー劇場 その1：クイズカムチャッカ パート1」(2004年7月10日配信)
  - この回よりラジオドラマとなる。また、過去分の配信が停止された。
- 第23回；「ネレイスファミリー劇場 その2：ネレイスTVショッピング パート1」(2004年7月17日配信)
- 第24回：「ネレイスファミリー劇場 その3：クイズカムチャッカ パート2」(2004年7月24日配信)
- 第25回：「ネレイスファミリー劇場 その4：ネレイスTVショッピング パート2」(2004年7月31日配信)
- 第26回：「ネレイスファミリー劇場 その5：ゴースト～カムチャッカの幻 パート1」(2004年8月7日配信)
- 第27回：「ネレイスファミリー劇場 その6：ネレイスTVショッピング パート3」(2004年8月14日配信)
- 第28回：「ネレイスファミリー劇場 その7：ゴースト～カムチャッカの幻 パート2」(2004年8月21日配信)
- 第29回：「ネレイスファミリー劇場 その8：ネレイスTVショッピング パート4」(2004年8月28日配信)
- 第30回：「ネレイスファミリー劇場 その9：ゴースト～カムチャッカの幻 パート3」(2004年9月4日配信)
  - 最終回。